# Conciliazione (metropolitana di Milano)
Conciliazione è una stazione della linea M1 della metropolitana di Milano.

## Storia
La stazione fu costruita come parte della prima tratta, da Sesto Marelli a Lotto, della linea M1 della metropolitana di Milano, entrata in servizio il 1º novembre 1964.
Dal 2018 la denominazione per esteso della stazione, pronunciata negli annunci sonori di bordo, è Conciliazione-Cenacolo Vinciano per il 500º anniversario della morte di Leonardo da Vinci.

## Struttura e impianti
La stazione possiede una struttura comune a quasi tutte le altre stazioni della linea: si tratta di una stazione sotterranea a due binari, uno per ogni senso di marcia, serviti da due banchine laterali; superiormente si trova un mezzanino, contenente i tornelli d'accesso e il gabbiotto dell'agente di stazione.

## Interscambi
Nelle vicinanze della stazione effettuano fermata alcune linee urbane, tranviarie ed automobilistiche, gestite da ATM.
- Fermata tram (Conciliazione M1, linea 2)
- Fermata tram (P.le Baracca, linee 2 e 16)
- Fermata autobus (linee 50, 67 e 68)

## Servizi
La stazione dispone di:
- Scale mobili
- Emettitrice automatica biglietti
- Stazione videosorvegliata